# December Flower
December Flower ist eine deutsche Melodic-Death-Metal-Band aus Diepholz, Niedersachsen, die im Jahr 2007 gegründet wurde.

## Geschichte
Die Band entstand im Jahr 2007, nachdem sich die Band Chronicle of Tyrants aufgelöst hatte. Die Besetzung bei der Gründung bestand aus Sänger Manuel Siewert, Gitarrist Michael Tybussek und Gitarrist Nils Werner. Im Sommer desselben Jahres studierte die Band einige Lieder zusammen mit Schlagzeuger Simon Werner ein. Dieser wurde anschließend ein festes Mitglied der Band. Nach ihrem ersten Live-Auftritt kam Bassist Ben Bays zur Band und zusammen nahmen sie ihr erstes Demo auf, das den Namen Moloch trug. Nils Werner verließ die Band im Sommer 2008 und wurde durch Torsten Horstmann ersetzt. Im Jahr 2010 kam Daniel Dickmann als neuer Schlagzeuger dazu. Anfang 2011 begann die Band mit den Aufnahmen zum neuen Album, mit Ex-Schlagzeuger Simon Werner als Produzent. When All Life Ends… wurde gegen Ende 2011 über Cyclone Empire veröffentlicht.

## Stil
Die Band spielt klassischen Melodic Death Metal. Die Band wird mit anderen Gruppen, wie This Ending, At the Gates, Amon Amarth und Dark Tranquillity, verglichen.

## Diskografie
- 2008: Moloch (Demo, Eigenveröffentlichung)
- 2011: When All Life Ends… (Album, Cyclone Empire)